# Ripolin
Ripolin est une marque de peinture française d'origine néerlandaise. 
Aujourd'hui, la marque est la propriété de la société française PPG (Rueil-Malmaison), une filiale du groupe américain PPG Industries.

## Historique
Le chimiste hollandais d'origine prussienne, Carl Julius Ferdinand Riep (1835-1898), invente en 1887 un procédé de peinture à l'huile vernissée qui sèche rapidement et qui est nommé « Riepolin » : directeur technique, il travaille pour la NV Nederlandsche Stoomverffabriek (Haarlem) dirigée par J.H. Vossen. Au bout de trois ans, l'exploitation du procédé est concédée à la société fondée par le négociant et financier Otto Wilhelm G. Briegleb qui s'établit à Amsterdam en 1890 avec Riep et son fils, Fritz Johannes Wilhelm Julius Riep (1867-1957). Briegleb rachète une première usine à Hilversum et qu'il va considérablement agrandir tout en cherchant à nouer des partenariats de développement en Europe : essentiellement à Londres et Paris. Cette usine produit en 1901 près de 450 litres de peinture par jour.
En 1897, la licence est négociée en partenariat avec une maison française, qui vend du matériel destiné aux artistes et aux artisans, et qui avait déjà à son catalogue des produits de type laque et vernis, la société parisienne Lefranc et Cie (future maison Lefranc & Bourgeois) et qui francisa « Riepolin » en « Ripolin ». Le nom de cette société en partenariat est « Le Ripolin, société anonyme française de peintures, laques et d’enduits sous-marins, Lefranc et Briegleb réunis ». Les responsables de la marque Ripolin sont les premiers à investir dans un film publicitaire projeté à partir d'octobre 1898 dans les salles de projection de cinéma.  
Une unité de production est installée à Issy-les-Moulineaux. Cette usine sera victime d'une explosion le 12 novembre 1904, entraînant la mort de nombreux employés.
En 1948, Ripolin fusionne avec le français Georget, et intègre les marques Freitag, Helic van Cauwenberghe et Duco. 
En 1970, la société Ripolin-Georget-Freitag a son siège à Paris et fait partie des premières marques européennes de peinture, présente dans 35 pays. 
En 1976, elle est reprise par le consortium Chimie de France. 
Redevenue Ripolin en 1980, elle passe sous la propriété de la Cofidep S.A. en 1984. 
Depuis 2011, la marque Ripolin, qui a totalement disparu aux Pays-Bas, est la propriété du groupe américain PPG Industries.

## Dans la culture

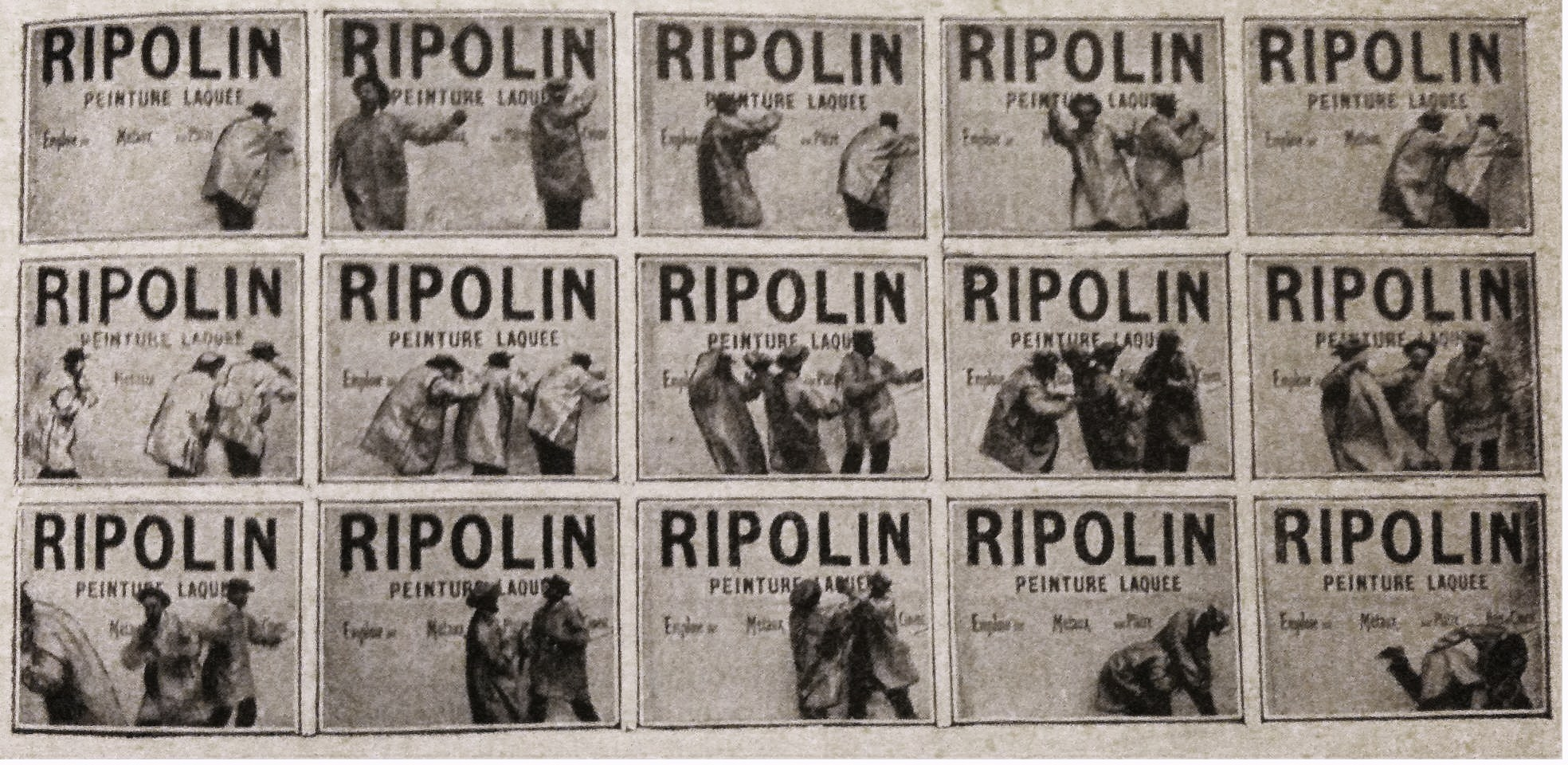
Photogramme du premier film publicitaire français : « Les Trois Ripolin » réalisé par Félix Mesguich pour l'Agence nouvelle de publicité (octobre 1898).

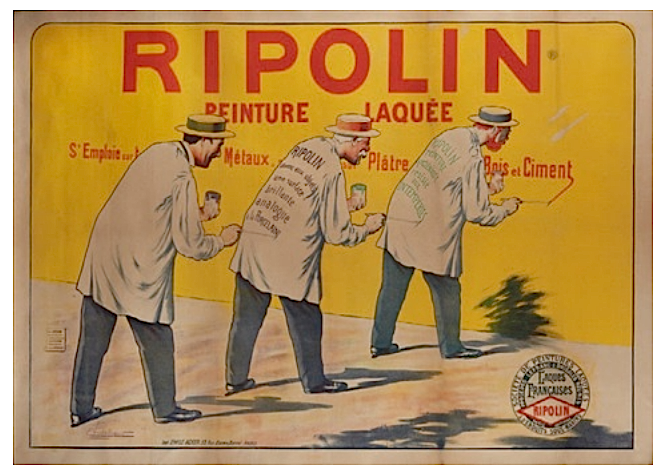
Affiche publicitaire par Eugène Vavasseur.

En octobre 1898, l'Agence nouvelle de publicité (Paris) produit le premier film publicitaire en montrant trois peintres dans une situation comique, avec comme chef-opérateur Félix Mesguich : il semble bien que ce soit ce film publicitaire qui ait inspiré l'affichiste Eugène Vavasseur (1863-1949) et non l'inverse.
Vavasseur est le créateur de l'affiche pour Ripolin où trois peintres en bâtiment, avec canotiers et amples blouses claires, se peignent le dos (il existe une version datée 1898 et une 1913 comportant les prix reçus par la marque lors de foires internationales). Ils sont entrés dans la saga des grands succès de l'histoire de la publicité. Les trois frères de l'affiche furent baptisés Riri, Polo et Lino. Leur image fut multipliée à l'international, du buvard d'écolier jusqu'au mur peint, en passant par de nombreux objets et produits dérivés. 
Ripoliner et ripolinage sont entrés dans les dictionnaires pour désigner l'action d'appliquer une peinture-émail. L'expression « ripoliner la façade » est par ailleurs utilisée par Emmanuel Macron lors du débat d'entre-deux-tours de l'élection présidentielle française de 2022 face à Marine Le Pen, le 20 avril 2022.
Il semble que la peintre Séraphine de Senlis utilisait de la laque Ripolin pour ses toiles. 
Les Frères Jacques mentionnent le Ripolin dans leur chanson « Général à vendre ». 
L'architecte Le Corbusier évoque cette marque de manière générique dans son livre L'Art décoratif d'aujourd'hui, chapitre : « Le lait de chaux : La loi du ripolin »,.